# Indian Journal of Forestry
Indian Journal of Forestry (abreviado Indian J. Forest.) es una revista con ilustraciones y descripciones botánicas que es editada en Dehradun desde el año 1976 con el nombre de Indian Journal of Forestry; Quarterly Journal of Forestry, Agriculture, Horticulture, Natural History, Wild Life, Field Botany, and Allied Subjects. 